# Marie Frederica av Hessen-Kassel
Marie Frederica av Hessen-Kassel, född 1804 i Kassel, död 1888 i Meiningen, var en tysk kunglighet, från födseln prinsessa av Hessen-Kassel och genom äktenskap hertiginna av Sachsen-Meiningen.

## Biografi
Marie Frederica var dotter till hertig Wilhelm II av Hessen-Kassel och hans maka Augusta av Preussen. Hon gifte sig i Kassel 1825 med hertig Bernhard II av Sachsen-Meiningen.
Marie Frederica uppsattes 1822 på listan över äktenskapskandidater som nummer tre åt Oscar I av Sverige av Charlotta Aurora De Geer.